# シークレット・アイズ
『シークレット・アイズ』（原題: Secret in Their Eyes）は、2015年にアメリカ合衆国で公開されたスリラー映画である。監督はビリー・レイ、主演はキウェテル・イジョフォーが務めた。本作は2009年に製作されたアルゼンチン映画『瞳の奥の秘密』のハリウッド版にしてリイマジネーション版である。

## あらすじ
カリフォルニア州ロサンゼルス。口論中のレイ・カステン捜査官とジェス・コブ捜査官の下に衝撃的な知らせが舞い込んだ。モスクの近くにあるごみ置き場から身元不明の女性の死体が見つかったというのである。そのモスクは、レイがテロ組織との関連を疑って調査していたモスクであった。現場に駆け付けたレイは、被害者がジェスの娘のキャロラインであることに気が付き戦慄する。キャロラインはレイプされた後に殺害され、漂白剤をかけられていたのである。娘が被害者であると知ったジェスはひどく取り乱し、泣き崩れてしまった。レイはキャロラインを殺害した人物を見つけ出し、必ず捕まえると心に誓ったのだった。
悲しみに耐えきれなくなったジェスはロサンゼルスを離れることを決意する。その荷作りを手伝っていたレイは、ふと目を止めた写真に怪しい男が映っていることに気が付く。その男はキャロラインをじっと見つめていた。レイはその男の正体を必死に探り出し、名前と住所を割り出すことに成功した。レイは怪しげな漫画を待っていた容疑でマーティンを逮捕することに成功する。しかし、キャロラインを凝視していただけでマーティンを殺人犯とみなすには無理があった。マーティンは取り調べ中に狼藉を働くなどしたが、政府の諜報員であることを理由に釈放されてしまった。諜報員を失いたくない上層部の意向が働いた結果だった。その後、マーティンが所有していた自動車が何者かに燃やされ、すべての証拠は失われてしまった。
娘を失った悲しみは癒えることはなく、ジェスは自暴自棄になってしまった。レイは単独で捜査を続けようとしたが、それを警戒した上層部に左遷させられた。
それから13年後、事態は急展開する。

## キャスト
※括弧内は日本語吹替
- レイモンド・“レイ”・カステン - キウェテル・イジョフォー（江川央生）
- クレア・スローン - ニコール・キッドマン（田中敦子）
- ジェシカ・“ジェス”・コブ - ジュリア・ロバーツ（山像かおり）
- バンピー・ウィルズ - ディーン・ノリス（木村雅史）
- マーティン・モラレス - アルフレッド・モリーナ（佐々健太）
- マージン / ベックウィズ - ジョー・コール（英語版）
- レジナルド・“レグ”・シーファート - マイケル・ケリー（宮崎敦吉）
- キャロライン・コブ - ゾーイ・グラハム
- キット - リンドン・スミス（英語版）
- 巡査部長 - マーク・ファミリエッティ（英語版）
- フィエロ - ドン・ハーヴェイ
- エリス - ロス・パートリッジ（英語版）

## 製作
2015年1月20日、STXエンターテインメントが本作のアメリカでの配給権を購入したと報じられた。
本作の主要撮影は2015年1月26日にロサンゼルスで始まった。27日にはサンタアニタパーク競馬場での撮影が行われた。

## 公開
当初、STXエンターテインメントは本作を2015年10月23日に北米で公開する予定だったが、7月に公開日が変更され、11月20日公開となった。
本作のファースト・トレイラーは2015年6月30日に公開された。

## 興行収入
人気シリーズの最終作『ハンガー・ゲーム FINAL: レボリューション』と同じ週に公開されることから、興行収入が伸び悩むのではないかという予測が出ていた。2015年11月20日、本作は全米2392館で公開され、670万ドルを稼ぎ出し、週末興行収入ランキング初登場5位となった。

## 評価
本作は賛否両論となった。映画批評集積サイトのRotten Tomatoesには123件のレビューがあり、批評家支持率は39%、平均点は10点満点で5.3点となっている。また、Metacriticには28件のレビューがあり、加重平均値は45/100となっている。なお、本作のCinemaScoreはB-となっている。

## 受賞とノミネート
| 賞                 | 部門       | 対象                 | 結果 |
| ------------------ | ---------- | -------------------- | ---- |
| ゴールデンカメラ賞 | 国際女優賞 | ニコール・キッドマン | 受賞 |